# Семестене
Семестене (італ. Semestene, сард. Semestene) — муніципалітет в Італії, у регіоні Сардинія,  провінція Сассарі.
Семестене розташоване на відстані близько 360 км на південний захід від Рима, 140 км на північ від Кальярі, 40 км на південь від Сассарі.
Населення — 163 особи (2014).

## Демографія
Населення за роками:

Станом на 1 січня 2023 року в муніципалітеті офіційно проживало 13 іноземців з 6 країн, серед них 2 громадяни країн Євросоюзу.

## Сусідні муніципалітети
- Бонорва
- Коссоїне
- Макомер
- Поццомаджоре
- Сіндія